# Francisco de Orleães, Marquês de Rothelin
Francisco de Orleães, Marquês de Rothelin (em francês:  François d'Orléans, marquis de Rothelin; 2 de março de 1513 - Blois, 25 de outubro de 1548) foi um nobre francês pertencente à Casa Orleães-Longueville, ramo natural cadete da Casa de Valois. Foi Marquês de Rothelin (em alemão:  Rötteln), feudo localizado em Bade e herdado de sua mãe, Joana de Hochberg.

## Biografia
Francisco era o terceiro filho varão de Luís I de Orleães, Duque de Longueville, e de Joana de Hochberg.
Como filho mais novo, ele herda os feudos da sua mãe e de pequenos senhorios do seu pai, tornando-se marquês de Rothelin, Conde Soberano de Neuchâtel, Príncipe de Châtelaillon, Visconde de Melun, Senhor de Beaugency, la Brosse, Abbeville, Crotoy, Montreuil (Passo de Calais), Blandy, Noyers, Vilaines, Château-Chinon, Louans, Mervant, Lorme e Samois. 
Ele serve o rei Francisco I de França nas suas guerras contra o imperador Carlos V de Habsburgo. 
Foi sepultado em Châteaudun, Sainte Chapelle do castelo.

## Casamento e descendência
Francisco casou com Jaqueline de Rohan-Gyé em 1536 e o casal teve três filhos:
1. Léonor (1540-1573), que sucedeu como duque de Longueville, com geração;
2. Jaime (Jacques) (1547, morto na infância);
3. Francisca (Françoise)[3] (1549-1601), nascida póstuma. Foi princesa de Condé ao casar, em 1545, com Luís I de Condé, e desse casamento descende o ramo dos Bourbons-Soissons.

Francisco teve ainda um filho natural, tido com Francisca Blosset (filha do barão de Torcy), Senhora de Colombieres:
- Francisco (François) (+1600 ), Barão de Varenguebec e de Neaufle, fundador da Casa de Orleães-Rothelin[4]

## Referência
1. ↑  em alemão:  Rötteln
2. ↑   P. Anselme - Histoire généalogique de la maison royale de France, pág. 219
3. ↑  Isenburg, Wilhelm K. - Europäische Stammtafeln, V. Klostermann
4. ↑  para a sua descendência ver em http://genealogy.euweb.cz/capet/capet27.html#D3

- Este artigo foi inicialmente traduzido, total ou parcialmente, do artigo da Wikipédia em francês cujo título é «François d'Orléans-Longueville (1513-1548)».